# Sankt Pölten Invaders 2019
Questa voce raccoglie le informazioni riguardanti i Sankt Pölten Invaders nelle competizioni ufficiali della stagione 2019.

## Roster
| Roster dei Sankt Pölten Invaders (2019) |
| --- |
| Quarterback - 14 Andreas Weyrer - 11 Sebastian Zeilinger Running Back - 25 Sebastian Enk - 18 Sebastian Kern - 32 Daniel Kristen - 34 Wolfgang Luftensteiner - 12 Paul Nährer Wide Receiver - 81 Lukas Feichter - 86 Michael Gedl WR/RB - 87 Jakob Hofstetter - 80 Sebastian Krampl - 10 Lukas Mimler - 9 David Luigi Rosu - 33 Till Schmidt - 84 Patrick Singer - 88 Markus Wagner Tight End - 89 Klemens Gloimüller TE/QB - 82 Bernhard Weigl Offensive Linemen - 77 Simon Brait - 63 Thomas Fischer - 60 Clemens Geppner - 70 Christoph Schildböck - 69 Gregor Taborsky - 57 Lukas Zottl Defensive Linemen - 99 Nico Degen DE - 98 Alexander Dietz - 72 Alexander Hess DL/OL - 54 Akan Karabulut - 92 Benjamin Nagl - 50 Haris Palic - 95 Jakob Pressl - 90 Andreas Stockinger - 3 Dominic Will Linebacker - 16 Bernhard Braunschweig - 93 Sascha Dietz - 24 Andreas Inzinger - 22 Lukas Rotheneder - 44 Bruno Schmid - 47 Patricia Stefenelli Defensive Back - 23 Alexander Böswarth S - 30 Georg Edlinger S - 29 Karl Edlinger S/LB - 21 Michael Häusler - 35 Sebastian Leitner - 20 Daniel Mahrl CB - 26 Samuel Wechdorn S - 2 Christoph Widhalm Special Team , * 47 Lukas Pflügl nella squadra d'allenamento Coaching staff Florian Hallach (HC) · Christoph Endl (DC) |

## AFL - Division I 2019

### Stagione regolare
| Nové Mesto 31 marzo 2019, ore 14:00 | Bratislava Monarchs | 54 – 0 (28-0 9-0 7-0 10-0) referto | Sankt Pölten Invaders | Športový areál Mladá garda |

| Sankt Pölten 6 aprile 2019, ore 16:00 | Sankt Pölten Invaders | 6 – 21 (6-7 0-0 0-0 0-14) referto | Styrian Bears | Egger Homefield |

| Vienna 4 maggio 2019, ore 18:00 | Vienna Vikings 2 | 25 – 16 (6-3 14-7 3-0 2-6) referto | Sankt Pölten Invaders | Footballzentrum Ravelinstraße |

| Sankt Pölten 11 maggio 2019, ore 16:00 | Sankt Pölten Invaders | 6 – 21 (0-6 0-8 0-0 6-7) referto | Vienna Knights | Egger Homefield |

| Sankt Pölten 1º giugno 2019, ore 16:00 | Sankt Pölten Invaders | 13 – 20 (0-0 7-7 6-6 0-7) referto | Vienna Vikings 2 | Egger Homefield |

| Vienna 9 giugno 2019, ore 15:00 | Vienna Knights | 23 – 14 (7-0 9-0 0-0 7-14) referto | Sankt Pölten Invaders | Footballzentrum Ravelinstraße |

| Sankt Pölten 22 giugno 2019, ore 16:00 | Sankt Pölten Invaders | 13 – 31 (7-8 0-15 0-0 6-8) referto | Bratislava Monarchs | Egger Homefield |

| Graz 30 giugno 2019, ore 14:00 | Styrian Bears | 21 – 12 (0-0 12-0 3-6 6-6) referto | Sankt Pölten Invaders | Verbandsplatz Graz |

### Playout
| 13 luglio 2019, ore 15:00 | Carinthian Lions | 22 – 21 (7-15 3-0 6-0 6-6) | Sankt Pölten Invaders |  |

## Statistiche di squadra
| Competizione | %Vittorie | In casa | In casa | In casa | In casa | In casa | In casa | In trasferta | In trasferta | In trasferta | In trasferta | In trasferta | In trasferta | Totale | Totale | Totale | Totale | Totale | Totale |
| Competizione | %Vittorie | G       | V       | N       | P       | Pf      | Ps      | G            | V            | N            | P            | Pf           | Ps           | G      | V      | N      | P      | Pf     | Ps     |
| ------------ | --------- | ------- | ------- | ------- | ------- | ------- | ------- | ------------ | ------------ | ------------ | ------------ | ------------ | ------------ | ------ | ------ | ------ | ------ | ------ | ------ |
| Campionato   | .000      | 4       | 0       | 0       | 4       | 38      | 93      | 4            | 0            | 0            | 4            | 42           | 123          | 8      | 0      | 0      | 8      | 80     | 216    |
| Playout      | .000      | 0       | 0       | 0       | 0       | 0       | 0       | 1            | 0            | 0            | 1            | 21           | 22           | 1      | 0      | 0      | 1      | 21     | 22     |
| Totale       | .000      | 4       | 0       | 0       | 4       | 38      | 93      | 5            | 0            | 0            | 5            | 63           | 145          | 9      | 0      | 0      | 9      | 101    | 238    |